# Burgstall Hluboký
Der Burgstall Hluboký (deutsch Wollhübel) ist eine abgegangene mittelalterliche Erdhügelburg in Zelený Důl (Grünthal) auf der Gemarkung von Lhota (Welhoten), eines Ortsteils der Gemeinde Čistá (Tschistay), in Tschechien. Der Burgstall ist als Kulturdenkmal geschützt.

## Geographie
Der mit Bäumen und Buschwerk bewachsene Burgstall befindet sich 500 m nordwestlich des ehemaligen Meierhofes Grünthal am östlichen Fuße des Lhotský vrch (Welhotenberg; 606 m n.m.) auf dem Gebiet des Naturparks Jesenicko in der Rakovnická pahorkatina (Rakonitzer Hügelland). Er liegt linksseitig des Baches Křížovský potok am Nordufer des Teiches Štěpánův rybník (Oberer Stephansteich).
Umliegende Orte sind Lhota im Norden, Smrk im Nordosten, Strachovice (Strachowitz) und Hradecko im Südosten, Hubenov (Hubenau) im Süden und Vysoká Libyně (Hochlibin) im Südwesten.

## Geschichte
Die Burg entstand wahrscheinlich im 13. Jahrhundert. Im Zuge der Güterteilung zwischen den Brüdern Bohuslav von Bůškovice und Sulislav von Trnovany wurde 1275 das Dorf Hluboka, nicht aber die Burg erwähnt.
Die Zerstörung ist während der Hussitenkriege anzunehmen: entweder 1421, als das Heer Jan Žižkas zum Vladař zog, oder 1424 als Žižka erneut in die Gegend einfiel und bei Kůzová mit einem Heer des westböhmischen Landfrieds sowie bei Kralovice mit den Truppen des Hans Kolowrat auf Krašov kämpfte.
Die Burg und das Dorf wurden nicht wiederaufgebaut. Im Laufe der Zeit geriet auch der alte Name in Vergessenheit; im Jahre 1655 wurde nur noch ein Waldgebiet Hlubocko genannt. Nachdem um 1660 einige Chaluppen entstanden waren, erhielt die Rotte den Namen Grünthal / Zelený Důl. Nach seiner Gestalt als Wallhügel wurde der Burgstall später Wollhübel genannt.
Bei Ausgrabungen fand der Amateurarchäologe Jiří Vanický in den 1960er Jahren Brandspuren sowie im westlichen Teil des Burgstalls Gebäudefundamente.
Der Burgstall ist seit 1958 als Kulturdenkmal unter Schutz gestellt.

## Bauliche Anlage

Ansichten des Grabens und der Aussenbefestigung
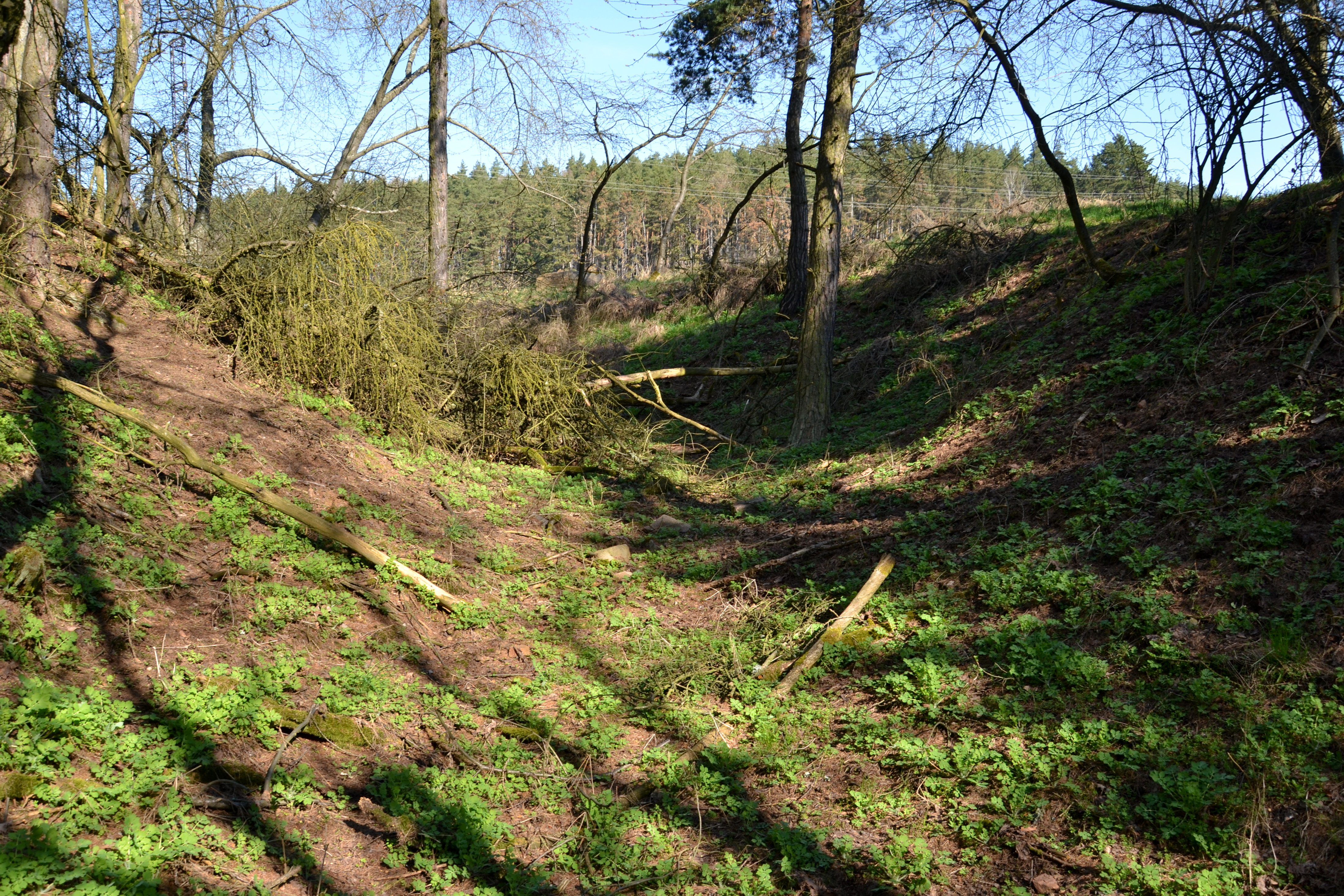
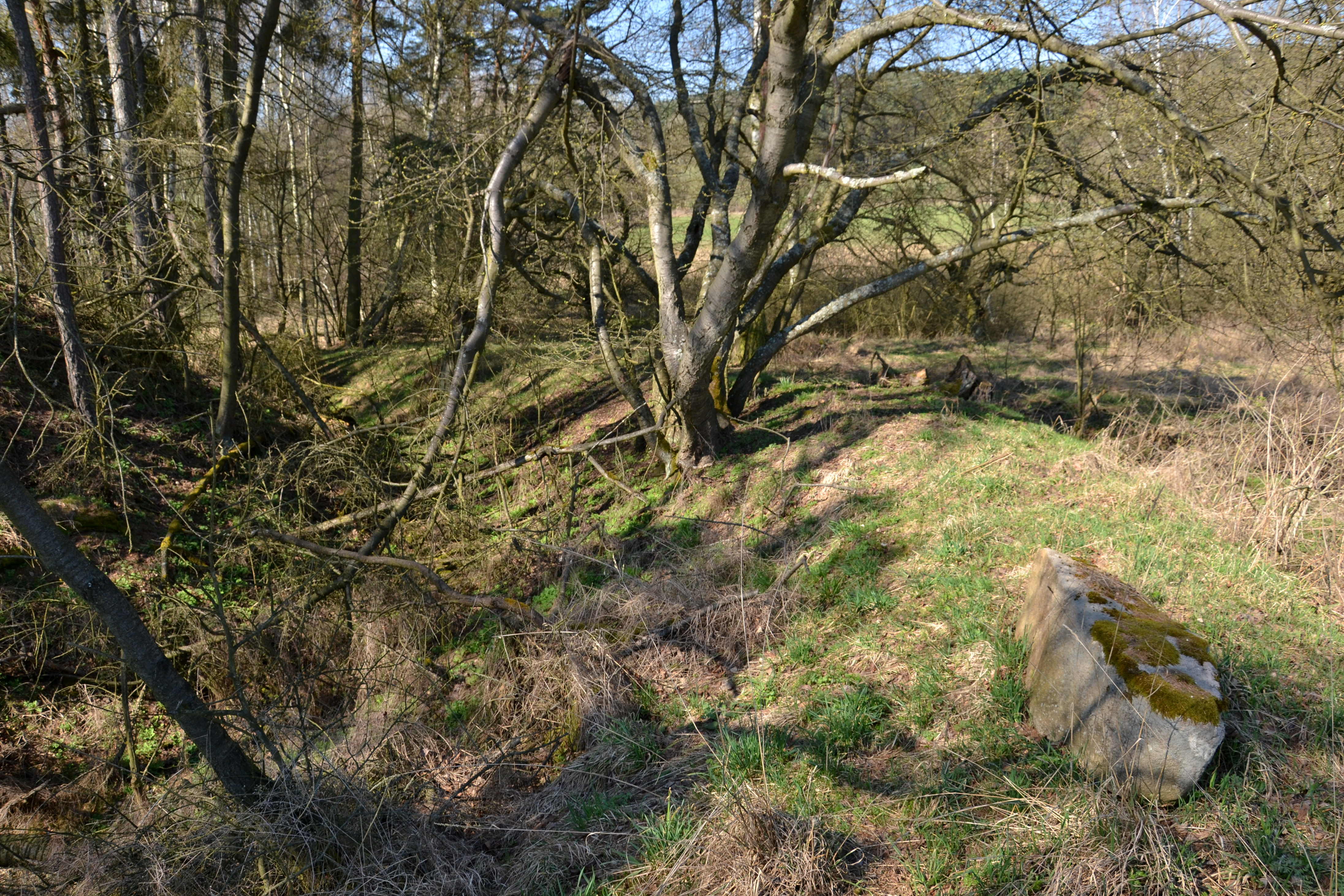
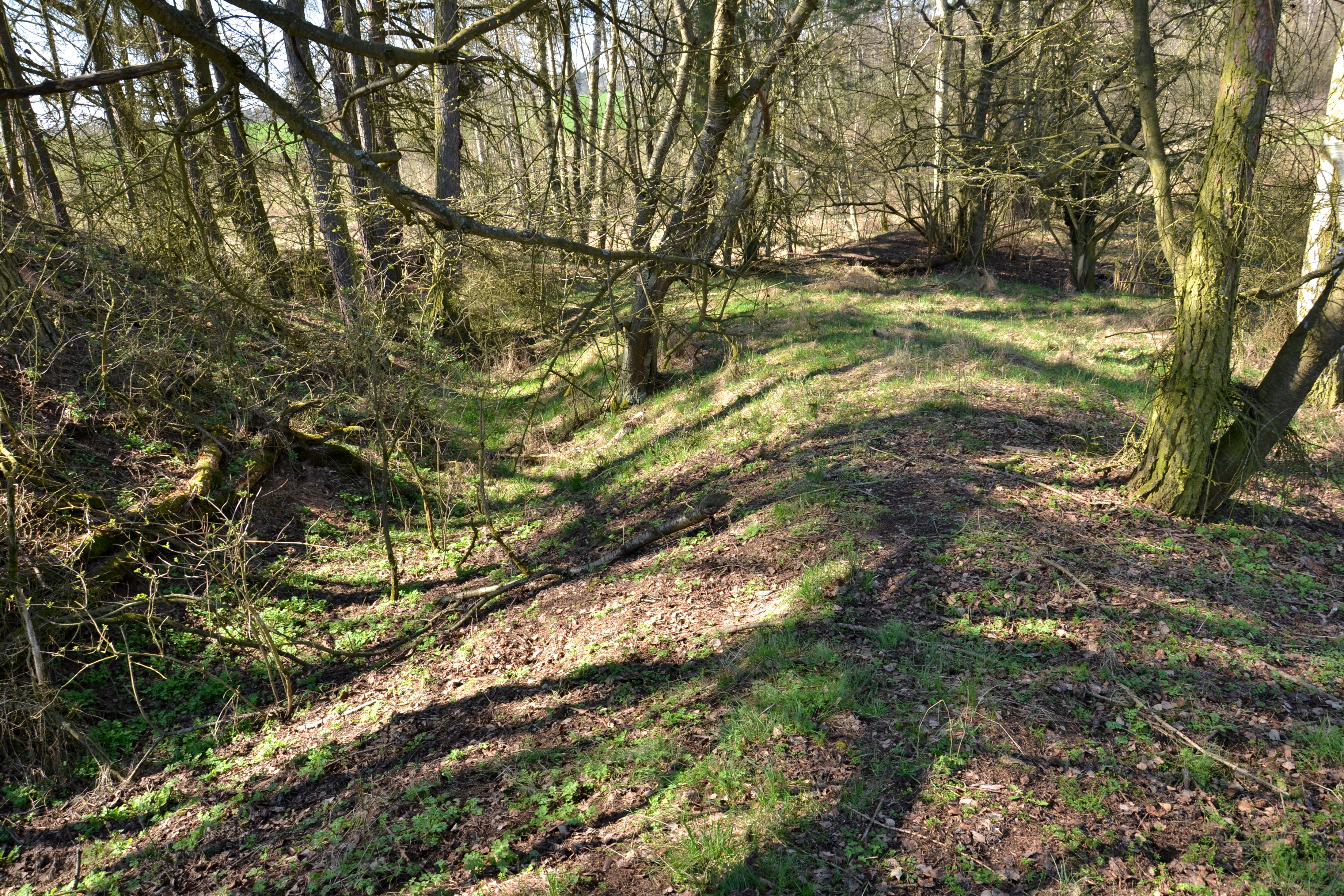

Es handelte sich vermutlich um eine Erdhügelburg, die am Rande des heute nicht mehr existenten Dorfes Hluboký stand und von der nur die Reste der Erdbauten erhalten sind. Der ovale Burgstall mit Ringwall und Graben hat eine Ausdehnung von 53 × 47 m, wobei die Nord-Süd-Achse die längere ist. Den Kern bildet ein ursprünglich 6–10 m hoher Hügel mit einer Abmessung von 18 × 15 m, der sich heute viereinhalb Meter über der Grabensohle und zweieinhalb Meter über dem umgebenden Gelände erhebt. Der in späterer Zeit mehrfach durchbrochene Ringwall hat nur noch eine Höhe von einem Meter. Um 1900 konnte Wenzel Rott teils noch bereits verdeckte Spuren von Mauerwerk erkennen. Von der Bauart und Größe ist sie dem Hradischken bei Vidhostice sehr ähnlich.